# Kompleks skoczni narciarskich w Bielsku-Białej
Kompleks skoczni narciarskich LKS Klimczok – skocznie narciarskie znajdujące się administracyjnie w granicach miasta Bielsko-Biała, położone obok siebie – o rozmiarach skoczni kolejno HS-31 i HS-19. Teren, na którym znajduje się kompleks obiektów, dzierżawiony jest przez gminę Wilkowice, która udostępniła kompleks klubowi sportowemu LKS Klimczok, pochodzącego z Bystrej, na pięć lat.
Obiekty zostały wybudowane w latach 2009–2010 przez zakopiańskie przedsiębiorstwo kierowane przez byłego skoczka narciarskiego Jana Kowala i spełniają najnowsze wymagania FIS. Obecne obiekty zostały zbudowane w miejscu starej zniszczonej skoczni. Oba są kryte igelitem, co umożliwia skoki również poza sezonem zimowym. Zeskoki obu skoczni łączą się ze sobą. Obok zeskoku znajduje się pięcioosobowa wieża sędziowska z miejscem na biuro i zaplecze dla zawodników. Uroczyste otwarcie skoczni odbyło się we wrześniu 2010 roku.
W planach jest budowa trzeciej skoczni narciarskiej o rozmiarze HS-60.